# La bandera Argentina
La bandera Argentina fue considerada durante mucho tiempo la primera película producida en el cine argentino. Fue dirigida por el pionero franco-argentino Eugenio Py en 1897, capturando la bandera de la Argentina.
Esta película corta fue en realidad la cuarta o quinta, porque en 1896 tres películas cortas fueron filmadas y proyectadas en Buenos Aires por el checoslovaco Federico Figner quien arribó a la ciudad en 1894; estos tres cortos de Figner fueron conocidos como Vistas de Palermo, Avenida de Mayo y Plaza de Mayo. El corto La bandera argentina se presenta generalmente como la primera película del país debido a su título y significado patriótico. En 3 minutos muestra la bandera argentina ondeando sobre la Plaza de Mayoy   aunque los tres cortos de Figner están claramente fechados como proyectados el 24 de noviembre de 1896 (la primera película que se proyectó en el país fue una producción francesa de los Hermanos Lumiére, el 18 de julio de 1896). Los cortos de Figner y Py se encuentran perdidos en la actualidad.
La película tiene un gran significado histórico para la historia del cine en Argentina, y fue producida como resultado de la inmigración francesa en Buenos Aires, incluido Eugenio Py, cuyo colega, Henri Lepage importó el primer equipo de cine fotográfico a Argentina a fines de 1896.